# Gravelford
Gravelford (egyes források szerint Gravel Ford) az Amerikai Egyesült Államok északnyugati részén, Oregon állam Coos megyéjében, a Coquille folyó keleti ága mentén elhelyezkedő önkormányzat nélküli település.
Nevét egy gázlóról (angolul ford) kapta. Az 1878 és 1934 között működő posta első vezetője Solomon J. McCloskey volt. A postai feljegyzésekben a két szavas, a kézbesítési és topológiai térképeken viszont az egyszavas névváltozatot használták.
1934-ben két sajtgyár, két templom, adventista akadémia és egy állami fenntartású iskola volt itt; 1990-re mindössze kettő lakóház maradt fenn. A temetőt 1884-ben alapították. Az önkéntes tűzoltóság a Myrtle Point-i állomás kirendeltségeként működik.

## Fordítás
- Ez a szócikk részben vagy egészben  a   Gravelford, Oregon című angol Wikipédia-szócikk ezen változatának fordításán alapul.  Az eredeti cikk szerkesztőit annak laptörténete sorolja fel. Ez a jelzés csupán a megfogalmazás eredetét és a szerzői jogokat jelzi, nem szolgál a cikkben szereplő információk forrásmegjelöléseként.